# Antoni I de Portugal
Antoni I de Portugal (Lisboa, 1531 - París, 1595) fou infant de Portugal i rei de Portugal durant 23 dies (1580).

## Orígens familiars
Nasqué a la cort de Lisboa i fou fill natural de l'infant Lluís de Portugal. Era net per tant de Manuel I de Portugal i nebot dels reis Joan III i Enric I.

## Infància
Antoni nasqué el 1531 fruit de la relació del seu pare, duc de Beja, amb la jueva Violant Gómez, que morí com a monja. Sent fill bastard el seu pare el reconegué i fou legitimitat posteriorment.
Antoni va ser educat a Coïmbra i entrà a formar part de l'Orde de Sant Joan de Jerusalem, el prior del qual n'era el seu pare. El 1571 el rei Sebastià I de Portugal el nomenà governador de les possessions i fortificacions portugueses del nord d'Àfrica a Tànger. El 1578 acompanyà al rei en la invasió que aquest perpetrà al Marroc i on morí el rei lusità a la batalla d'Alcazarquivir.

## Reclamació dels drets
Al seu retorn a Portugal, Antoni intentà fer valer els seus drets sobre la corona però les seves pretensions foren negades i les Corts Portugueses escolliren el seu oncle Enric el Cardenal. A la mort d'aquest el 1580 la regència del regne fou assumida per la Junta Governativa, formada per cinc governadors.
A partir d'aquell moment la corona portuguesa fou disputada per diversos descendents de la dinastia Avís. Així se la disputaren Caterina de Portugal, filla de l'infant Eduard de Portugal, el seu nebot Rainuccio Farnesi, Felip II de Castella i el mateix Antoni de Portugal. Rainuccio era l'hereu més proper al tractar-se d'un mascle i esdevenir-ho per línia masculina, igual que Constança. Felip II de Castella esdevenia, darrere d'ells, pretendent en ser net de Manuel I de Portugal, però ho era per línia femenina i a més era estranger. Antoni també era net de Manuel I però, tot i la seva legitimitació, havia nascut fora del matrimoni del seu pare.
Antoni de Portugal confiant en l'hostilitat popular a un rei castellà, es va presentar com a candidat alternatiu a Felip II. Es va esforçar per provar el casament dels seus pares, però no pogué mostrar cap prova. Antoni va rebre el suport de les classes baixes i del clergat inferior mentre Felip II va subornar les classes altes amb or procedent de les Índies Occidentals, aquestes classes veien la unió personal de Portugal amb Castella i Aragó altament profitosa a la seva causa.
El 24 de juliol de 1580 Antoni es va proclamar a si mateix rei de Portugal a Santarem, amb aclamació popular. El 25 d'agost del mateix any però les tropes castellanes del duc d'Alba el derrotaren a la batalla d'Alcántara, esdevenint Felip II de Castella rei de Portugal. Antoni fugí a les Açores on continuà exercint de rei de Portugal fins al 1583, any en què fou expulsat d'elles per les tropes castellanes.
A l'exili s'alià amb Caterina de Mèdici, reina vídua de França, a la qual cedí els seus drets sobre el Brasil i a la que vengué part del tresor reial que Antoni s'endugué amb ell. Així mateix viatjà fins a Anglaterra on també fou ben rebut per Elisabet I d'Anglaterra amb la qual planejà un intent fallit d'invasió de Portugal per part d'Anglaterra.

## Descendents
De les seves relacions amb Ana Barbosa tingué:
- Manuel de Portugal (1568-1638)

De les seves relacions amb altres dames tingué:
- Cristòfor de Portugal (1573-1638)
- Pere de Portugal
- Dionís de Portugal
- Joan de Portugal, mort jove
- Alfons de Portugal
- Felipa de Portugal, religiosa
- Lluïsa de Portugal, religiosa a Tordesillas
- Violant de Portugal, religiosa a Burgos
- Antònia de Portugal, religiosa a Burgos

Antoni de Portugal morí a París el 26 d'agost de 1595.